# Mennoniten in Westpreußen
Die Mennoniten in Westpreußen ließen sich erstmals im 16. Jahrhundert im polnischen Teil Westpreußens nieder. Die mennonitischen Zuwanderer kamen vor allem aus Holland und aus den Frieslanden. Ungeachtet ihrer tatsächlichen Herkunft wurden sie in Westpreußen von den Einheimischen allgemein als „Holländer“ bezeichnet. Dort wurden sie aufgrund ihrer Verweigerung des Militärdienstes als ethnische Außenseiter behandelt und nicht vollständig in die Gesellschaft integriert.

## Niederlassungen in Königlich Preußen
In der Mitte des 16. Jahrhunderts war Königlich Preußen („Preußen Königlichen Anteils“) ein Ort ethnischer und religiöser Vielfalt, was auch die Mennoniten dazu veranlasste, sich dort niederzulassen. Sie siedelten sich in Danzig an, wo sie durch Handel am Hafen ihren Lebensunterhalt verdienten. Der Hafen von Danzig war der wichtigste Umschlagsplatz für den niederländischen Ostseehandel, wodurch die Mennoniten Getreide, Holz und Textilien an niederländische Kaufleute verkaufen konnten. Menno Simons besuchte mehrmals die jungen Gemeinden in Preußen.
Ab 1572 wurden die Mennoniten jedoch gesellschaftlich ausgegrenzt und gezwungen, außerhalb der Stadtmauern von Danzig zu leben. Dort standen sie unter dem Schutz des Bischofs von Kujawien, der den Mennoniten Arbeit als Handwerker verschaffte. Die lokalen Landverwalter begrüßten die Einwanderung von Mennoniten, da sie zur Ankurbelung der Wirtschaft beitrugen. Auch in der Stadt Elbing ließen sich Mennoniten nieder und gründeten dort einen Bruderhof. Am Anfang des 17. Jahrhunderts war die Zahl der mennonitischen Siedler in Westpreußen auf fast 15.000 angewachsen.
Während der Schwedischen Sintflut von 1655 bis 1660 wurden nicht-katholische Konfessionen unterdrückt, was dazu führte, dass auch die Mennoniten zusätzliche Steuern zahlen mussten und ihr Eigentum konfisziert wurde.

## Im Königreich Preußen
Nachdem 1772 die erste Teilung Polens durchgeführt worden war, lebten die Mennoniten, die etwa 3 % der Bevölkerung ausmachten, im Königreich Preußen. In der Marienburg huldigte eine Delegation der Mennoniten den Vertretern ihres neuen Landesherrn. Sie waren besorgt um ihre Religionsfreiheit, die sie in Polen genossen hatten. Daher verhandelten sie mit Johann Friedrich von Domhardt, dem Präsidenten der Kriegs- und Domänenkammern in Gumbinnen und in Königsberg, der mit dem Aufbau der preußischen Verwaltung in Westpreußen beauftragt war. Der Empfehlung Domhardts folgend, gewährte König Friedrich II. den Mennoniten uneingeschränkte Religionsfreiheit. Im Gegenzug zur Befreiung von der Wehrpflicht erklärten sie sich zu einer jährlichen Zahlung von 5000 Reichstalern bereit. Das entsprach – abgerundet – einem Betrag von 1 Reichstaler für jeden wehrfähigen Mann. 1774 trafen sich Vertreter der mennonitischen Gemeinden in Heubuden bei Marienburg und vereinbarten für die Mennoniten, die in den 1772 preußisch gewordenen Gebieten siedelten, eine interne Steuer, um die jährliche Gebühr für die Befreiung von der Wehrpflicht aufzubringen.
Aufgrund weiterer preußischer Gesetze, die die Bürgerrechte der Mennoniten einschränkten, wanderten ab 1788 viele Mennoniten aus Westpreußen  nach Russland aus. Besonders während der Napoleonischen Kriege litten die Mennoniten, da sie in dem Gebiet lebten, in dem Napoleon seine Truppen für einen Angriff auf Russland bereithielt, und sie somit täglicher Unterdrückung ausgesetzt waren. Sie entgingen der Wehrpflicht, die Preußen im Zuge des Konflikts mit Napoleon erlassen hatte, nur durch Zahlung von 30.000 Reichstalern und 500 Pferden.
1848 wurde während der Frankfurter Nationalversammlung die unumstößliche Wehrpflicht für die Mennoniten festgelegt. Da die dort entworfene Verfassung jedoch nie in Kraft trat, wurden die Mennoniten nie zum Dienst eingezogen. Im 19. Jahrhundert wurden die Mennoniten von anderen Glaubensströmungen, wie der Erweckungsbewegung, beeinflusst, was zu einer Änderung ihrer Glaubenssätze führte.

## Im Deutschen Reich
Nach der Gründung des Deutschen Reiches wurden die Mennoniten mit einer unumgänglichen Wehrpflicht konfrontiert, was zu erheblicher Unzufriedenheit führte. Die Mennoniten verursachten Unruhe im Deutschen Reich und erlangten schließlich die Möglichkeit, anstelle des Wehrdienstes einen Zivildienst abzuleisten.
Im Jahr 1868 verabschiedete der Reichstag ein Gesetz, das den Mennoniten ihre Bürgerrechte wieder zusprach. Erst im Jahr 1927 wurden ihnen auch gleiche Besteuerungsrechte gewährt.
Dennoch herrschte unter den Mennoniten eine anhaltende Unzufriedenheit, was zu einer Auswanderungsbewegung in die USA und nach Russland führte, an der sich etwa 15 % der Mennoniten beteiligten. Diese Auswanderungsbewegung hielt bis in die 1880er Jahre an.=

## Weblink
- Mennoniten beim Verein für Familienforschung in Ost- und Westpreußen